# István Mudin
István Mudin (Kétegyháza, 16 ottobre 1881 – Italia, 22 luglio 1918) è stato un atleta ungherese specializzato in varie discipline, in particolar modo nei lanci, nelle prove multiple e nel salto in lungo.
Fu medaglia d'argento nel pentathlon e bronzo nel lancio del disco stile greco ai Giochi olimpici intermedi.

## Palmarès
| Anno | Manifestazione            | Sede   | Evento                              | Risultato | Prestazione | Note |
| ---- | ------------------------- | ------ | ----------------------------------- | --------- | ----------- | ---- |
| 1906 | Giochi olimpici intermedi | Atene  | Salto in lungo da fermo             | 15º       | 2,75 m      |      |
| 1906 | Giochi olimpici intermedi | Atene  | Getto del peso                      | finale    | n/d         |      |
| 1906 | Giochi olimpici intermedi | Atene  | Lancio del disco                    | finale    | n/d         |      |
| 1906 | Giochi olimpici intermedi | Atene  | Lancio del disco stile greco        | Bronzo    | 31,91 m     |      |
| 1906 | Giochi olimpici intermedi | Atene  | Lancio del giavellotto stile libero | finale    | n/d         |      |
| 1906 | Giochi olimpici intermedi | Atene  | Pentathlon                          | Argento   |             |      |
| 1908 | Giochi olimpici           | Londra | Getto del peso                      | finale    | n/d         |      |
| 1908 | Giochi olimpici           | Londra | Lancio del disco stile greco        | 7º        | 33,11 m     |      |
| 1908 | Giochi olimpici           | Londra | Lancio del martello                 | finale    | n/d         |      |
| 1908 | Giochi olimpici           | Londra | Lancio del giavellotto stile libero | finale    | n/d         |      |